# Restrepia ephippium
Restrepia ephippium är en orkidéart som beskrevs av Carlyle August Luer och Alexander Charles Hirtz. Restrepia ephippium ingår i släktet Restrepia och familjen orkidéer. Inga underarter finns listade i Catalogue of Life.